# Hypobapta xenomorpha
Hypobapta xenomorpha är en fjärilsart som beskrevs av Oswald Beltram Lower 1915. Hypobapta xenomorpha ingår i släktet Hypobapta och familjen mätare. Inga underarter finns listade i Catalogue of Life.